# Bruno Garcia
Bruno Garcia da Silva (Recife, 29 de novembro de 1970) é um ator, diretor, autor e roteirista brasileiro. Prolífico nas mais variadas áreas do entretenimento, ele já ganhou vários prêmios, incluindo um Prêmio APCA, além de ter recebido indicações para um Grande Otelo e um Prêmio Qualidade Brasil.
Bruno começou a atuar ainda criança com seu pai, que também é ator e diretor,  em peças de teatro. Fez sua estreia na televisão em 1991 atuando na novela Felicidade, da TV Globo. Desde então passou a fazer parte de diversas produções televisivas. Ganhou o Prêmio APCA de melhor ator de teatro por sua interpretação em A Ver Estrelas (1995).
Nos cinemas, interpretou Castro Alves no filme biográfico Castro Alves - Retrato Falado do Poeta, em 1999. Alcançou popularidade no filme O Auto da Compadecida (2000) como Vicentão. Pelo trabalho em Lisbela e o Prisioneiro (2003) foi indicado ao Grande Otelo de Melhor Ator Coadjuvante. O sucesso comercial veio ao participar da franquia de filmes De Pernas pro Ar (2010), ao lado de Ingrid Guimarães.
Protagonizou a série S.O.S Emergência (2010), da TV Globo, como o médico Dr. Wando, pelo qual foi indicado ao Prêmio Qualidade Brasil de Melhor Ator de Série. Desde 2017, faz parte do elenco principal da série Sob Pressão, onde interpreta um médico homossexual.

## Biografia
Iniciou sua carreira de ator aos 11 anos pelas mãos do pai, João Demilton, que também é ator e diretor, quando moravam em Tucuruí, no Pará. Aos 18 anos, encenou Hamlet, de William Shakespeare. Em 1991, com 21 anos, se mudou para o Rio de Janeiro para investir na carreira. No mesmo ano, estreou na televisão na novela Felicidade, de Manoel Carlos na Rede Globo. Atuou na peça Homem Objeto, que virou um quadro no Fantástico e uma série, Sexo Frágil, em 2003, protagonizada por Bruno, Lázaro Ramos, Wagner Moura e Lucio Mauro Filho. Em 2002, fez seu primeiro papel de destaque na novela Coração de Estudante.
Além da atuação, começou a se arriscar na direção de teatro em 1999, quando trabalhou na peça Mênon, sobre um texto homônimo de Platão. Anos mais tarde, já em 2007, o ator dirigiu a peça Apareceu a Margarida. Em 2012, dirigiu a peça Geração Pocket – Pessoas Mal traduzidas. Em 2016, roteirizou, dirigiu e atuou e compôs a trilha sonora da peça infantil O Livro de Tatiana.
Desde 2017, está no elenco principal da série Sob Pressão interpretando o médico homossexual Décio. Na quarta temporada com estreia para 2021, seu personagem se torna o diretor do hospital.

## Vida pessoal
Bruno é pai de Bella, do casamento com Marta Macedo, de quem se separou em 2002.

## Filmografia

### Televisão
| Ano  | Título                          | Personagem                      | Nota                                     |
| ---- | ------------------------------- | ------------------------------- | ---------------------------------------- |
| 1991 | Caso Especial                   | Pedro                           | Episódio: "Marina"                       |
| 1991 | Felicidade                      | Luís                            |                                          |
| 1994 | Pátria Minha                    | Ator do comercial               | Participação Especial                    |
| 1997 | A Comédia da Vida Privada       | Anchietanos                     | Episódio: "Anchietanos"                  |
| 1998 | Dona Flor e Seus Dois Maridos   | Heitor                          |                                          |
| 1998 | Malhação                        | Mário Zap                       | Temporada 5                              |
| 1999 | Força de um Desejo              | Lauro                           |                                          |
| 1999 | Luna Caliente                   | Braulito                        |                                          |
| 1999 | O Auto da Compadecida           | Vicentão                        |                                          |
| 1999 | Você Decide                     | Anjinho                         | Episódio: "Juízo Final"                  |
| 2001 | Os Maias                        | Adelino                         |                                          |
| 2001 | Brava Gente                     | Carlão                          | Episódio: "O Tocador de Tuba"            |
| 2001 | A Grande Família                | Vasconcelos                     | Episódio: "A Dois Quilos da Felicidade"  |
| 2002 | O Quinto dos Infernos           | Dom Carlos                      |                                          |
| 2002 | Coração de Estudante            | Pedro Guerra                    |                                          |
| 2003 | Kubanacan                       | Dagoberto / Amaro Gomez Pablos  |                                          |
| 2003 | Os Normais                      | Celso                           | Episódio: "Trair é Normal"               |
| 2003 | Sexo Frágil                     | Alex / Vilminha                 |                                          |
| 2004 | Começar de Novo                 | Thiago Diniz                    |                                          |
| 2004 | A Diarista                      | Guilherme                       | Episódio: "Separações"                   |
| 2004 | A Grande Família                | Vasconcelos                     | Episódio: "Profissão: Safado!"           |
| 2004 | Sitcom.br                       | Chico                           | Episódio: "Ressaca"                      |
| 2004 | Sob Nova Direção                | Beto                            | Episódio: "Era Uma Vez um Sofá"          |
| 2004 | Fazendo História                |                                 | Episódio: "O Cantor e a Fã"              |
| 2004 | Programa Novo                   | Maria Tereza                    | Especial de fim de ano                   |
| 2005 | A Diarista                      | Noilton                         | Episódio: "Marinete é Um Sussexo!"       |
| 2005 | Tecendo o Saber                 | Narrador                        |                                          |
| 2005 | Bang Bang                       | Benjamin de Viejas Silver (Ben) |                                          |
| 2006 | Pé na Jaca                      | Juan Arrabal                    |                                          |
| 2008 | Queridos Amigos                 | Pedro Novaes                    |                                          |
| 2008 | Três Irmãs                      | Hércules Galvão                 |                                          |
| 2008 | Casos e Acasos                  | Carlos                          | Episódio: "O Ex, a Promoção e o Vizinho" |
| 2009 | A Grande Família                | Dr. Sidney                      | Episódio: "Se o meu Terapeuta Falasse"   |
| 2009 | Cinquentinha                    | Daniel Lopes de Carvalho Júnior |                                          |
| 2009 | Domingo é Dia                   | Vários personagens              |                                          |
| 2010 | S.O.S. Emergência               | Dr. Wando                       |                                          |
| 2011 | Aquele Beijo                    | Joselito dos Santos             |                                          |
| 2012 | Louco por Elas                  | João Paulo                      | Episódio: "Troca de Casais"              |
| 2013 | Sangue Bom                      | Natan Vasquez                   |                                          |
| 2014 | Por Isso Eu Sou Vingativa       | Alaor                           | Episódio 2: "Alaor"                      |
| 2014 | Boogie Oogie                    | Ricardo Veiga Azevedo Fraga     |                                          |
| 2015 | Amorteamo                       | Jeremias                        |                                          |
| 2016 | Truque Vip                      | Participante                    | Temporada 2                              |
| 2016 | Nada Será Como Antes            | Aristides                       |                                          |
| 2017 | Segredos de Justiça             | Otávio                          | Episódio: "Doença Inventada Não Cura"    |
| 2017 | A Cara do Pai                   | Mauro                           | Episódio: "O Amor está no Ar"            |
| 2017 | Escolinha do Professor Raimundo | Ptolomeu                        | Temporada 3                              |
| 2017 | Sob Pressão                     | Dr. Décio Guedes                |                                          |
| 2018 | Brasil a Bordo                  | Ele mesmo                       | Episódio: "5"                            |
| 2019 | Cine Holliúdy                   | Euzébio                         | Episódio: "9 de julho"                   |
| 2020 | Boca a Boca                     | Doni Nero                       |                                          |
| 2021 | Nos Tempos do Imperador         | Elano Barreto                   | Episódio: "14 de dezembro"               |
| 2023 | Dança dos Famosos               | Participante                    | Temporada 20                             |
| 2023 | Vai na Fé                       | Marcos Lorensato                | Episódios: "03–31 de maio"               |
| 2023 | Histórias (Im)Possíveis         | Alcântara                       | Episódio: "Falas de Orgulho"             |
| 2023 | Compro Likes                    | Acionista                       | Episódio: "#WagnerTheActor"              |
| 2025 | Tarã                            | JM                              |                                          |
| 2025 | Juntas e Separadas              | [ 23 ]                          |                                          |

### Cinema
| Ano  | Título                                 | Personagem        | Nota           |
| ---- | -------------------------------------- | ----------------- | -------------- |
| 1987 | Andy Warhol Está Morto                 | Carlinhos         | Curta-metragem |
| 1988 | Batom                                  | —                 | Curta-metragem |
| 1989 | Que M... É Essa?                       | —                 | Curta-metragem |
| 1994 | Geraldo Voador                         | Mola              | Curta-metragem |
| 1995 | That's a Lero-Lero                     | Orson Welles      | Curta-metragem |
| 1998 | Ilusionistas Rumo ao Terceiro Milênio  | —                 | Curta-metragem |
| 1999 | Castro Alves - Retrato Falado do Poeta | Castro Alves      |                |
| 2000 | O Auto da Compadecida                  | Vicentão          |                |
| 2001 | Ismael e Adalgisa                      | Murilo Mendes     | Curta-metragem |
| 2001 | Oswaldo Cruz - O Médico do Brasil      | —                 | Curta-metragem |
| 2003 | Bala na Marca do Pênalti               | Amigo             | Curta-metragem |
| 2003 | Dom                                    | Miguel            |                |
| 2003 | Lisbela e o Prisioneiro                | Douglas           |                |
| 2005 | Sal de Prata                           | Valdo             |                |
| 2006 | O Destino de Miguel                    | Joilson           | Curta-metragem |
| 2007 | Saneamento Básico, o Filme             | Fabrício          |                |
| 2008 | Cleópatra                              | Marco Antônio     |                |
| 2008 | Romance                                | Dinho             |                |
| 2010 | De Pernas pro Ar                       | João              |                |
| 2010 | O Bem-Amado                            | Ernesto Cajazeira |                |
| 2011 | Onde está a felicidade?                | Nando             |                |
| 2012 | De Pernas pro Ar 2                     | João              |                |
| 2013 | Turbo                                  | Chet              | Dublagem       |
| 2016 | Uma Loucura de Mulher                  | Gero              |                |
| 2016 | O Caseiro                              | Davi Carvalho     |                |
| 2017 | Chocante                               | Tony              |                |
| 2018 | De Pernas pro Ar 3                     | João              |                |
| 2019 | O Amor Dá Trabalho                     | Paulo Sérgio      |                |
| 2019 | Divaldo - O Mensageiro da Paz          | Divaldo Franco    |                |
| 2021 | A Salamandra                           | Ricardo           |                |
| 2022 | Barba, Cabelo & Bigode                 | Gato Net          |                |
| 2024 | Maníaco do Parque                      | Zico Brandão      | [ 30 ]         |

### Internet
| Ano  | Título          | Personagem         |
| ---- | --------------- | ------------------ |
| 2010 | Tudo em Família | Vários personagens |

## Teatro
| Ano  | Título                                  | Personagem                | Nota                   |
| ---- | --------------------------------------- | ------------------------- | ---------------------- |
| 1985 | Hipopocaré                              | Elefante                  |                        |
| 1988 | Hamlet                                  |                           |                        |
| 1988 | Superléo, o Menor                       |                           |                        |
| 1989 | Uma Noite de Cão                        |                           |                        |
| 1992 | Mogli, o menino lobo                    | Tigre Shere Khan          |                        |
| 1995 | A Ver Estrelas                          | Jonas                     |                        |
| 1996 | O Burguês Ridículo                      | Cléonte                   |                        |
| 1996 | Polaroídes Explícitas                   |                           |                        |
| 1999 | O Avarento                              |                           |                        |
| 1999 | Mênon                                   | –                         | Diretor                |
| 2000 | Lisbela e o Prisioneiro                 | Leléu                     |                        |
| 2002 | Desejos, Bazófias e Quedas              |                           |                        |
| 2002 | Homem Objeto                            |                           |                        |
| 2004 | A Maldição do Vale Negro                | Marquês D'Allençon        |                        |
| 2007 | Apareceu a Margarida                    | –                         | Diretor                |
| 2008 | O Caderno da Morte                      | Shinigami                 | Também dramaturgo      |
| 2009 | A Comédia dos Erros                     | Antífolo                  |                        |
| 2011 | A Escola do Escândalo                   | José Fachada              |                        |
| 2012 | Michael e Eu                            | Doc, o psicólogo          |                        |
| 2012 | Geração Pocket – Pessoas Mal traduzidas | –                         | Diretor                |
| 2016 | O Livro de Tatiana                      | Pai de Tatiana            | Também autor e diretor |
| 2016 | A História de Nós 2                     | Edu, Duca, Carlos Eduardo |                        |
| 2019 | Jesus, a Luz do Mundo                   | Jesus                     |                        |
| 2022 | Céu Estrelado                           | Seu Cris                  |                        |
| 2023 | Eu Te Amo                               | Paulo                     |                        |

## Prêmios e indicações
| Ano  | Prêmio                             | Categoria                                  | Trabalho                   | Resultado |
| ---- | ---------------------------------- | ------------------------------------------ | -------------------------- | --------- |
| 1995 | Prêmio APCA                        | Melhor Ator                                | A Ver Estrelas             | Venceu    |
| 2004 | Grande Prêmio do Cinema Brasileiro | Melhor Ator Coadjuvante                    | Lisbela e o Prisioneiro    | Indicado  |
| 2010 | Prêmio Qualidade Brasil            | Melhor Ator de Série ou Projeto Especial   | S.O.S. Emergência          | Indicado  |
| 2011 | Prêmio Contigo! de Cinema Nacional | Melhor Ator Coadjuvante                    | De Pernas pro Ar           | Indicado  |
| 2012 | Troféu Top of Business             | Destaque                                   | Homenagem                  | Venceu    |
| 2016 | Troféu Nelson Rodrigues            | Artes                                      | Homenagem                  | Venceu    |
| 2019 | Brazilian Film Festival of Miami   | Melhor Ator                                | De Pernas pro Ar 3         | Indicado  |
| 2019 | Prêmio The Brazilian Critic        | Melhor Ator Coadjuvante em Série de Drama  | Sob Pressão                | Indicado  |
| 2020 | Prêmio Contigo! de TV              | Melhor Ator Coadjuvante de Novela ou Série | Sob Pressão: Plantão Covid | Indicado  |